# Ano
Um ano é uma unidade de tempo com base nos cerca de 365⁠1/4⁠ dias que a Terra demora para completar uma volta em torno do Sol.
Na Astronomia, o tempo de um ano difere entre:
- Tropicais, 365 dias 5 horas 48 minutos 45.261 segundos aproximadamente.
- Siderais,365 dias, 6 horas, 9 minutos e 9,54 segundos (no ano 2000 aproximadamente 1,000039 do ano tropical)[3][4]
- Anos com anomalia.

Também, na astronomia, ano designa o período orbital de qualquer planeta.

Mas como não pode haver todos os anos um 366º dia com as cerca de 6 horas que sobram, no calendário gregoriano realiza-se, a cada quatro anos, um ajuste no calendário e adiciona-se mais um dia ao ano, sendo que este ano se denomina bissexto.
Existem outras correcções menores, que dão lugar a excepções à regra anterior. A regra concreta é que um ano é bissexto se é múltiplo de 4 (ex: 2008). A 1ª excepção é que se for múltiplo de 4 mas também de 100 deixa de ser bissexto (ex: 1900). E a 2ª excepção é que se for múltiplo de 4, de 100 e também de 400, então é bissexto (ex: 2000). Por exemplo, 1914 não foi bissexto e 2114 também não será, pois não são múltiplos de 4, mas 2004 foi um ano bissexto pois é múltiplo de 4.
O presente ano do calendário gregoriano é 2025.

## História
A Data Juliana foi inventada pelo estudioso francês José Justo Escalígero (1540-1609); e provavelmente recebeu este nome devido ao pai de Escalígero, o estudioso italiano Júlio César Escalígero (1484-1558). Os astrônomos têm utilizado a Data Juliana para atribuir um número único para cada dia a partir de 1 de janeiro de 4713 a.C.. Esta é a tão falada Data Juliana (DJ). DJ 0 (zero) designa as 24 horas que vão do meio-dia UTC de 1 de janeiro de 4713 a.C. até o meio-dia UTC de 2 de janeiro de 4713 a.C. do calendário juliano.

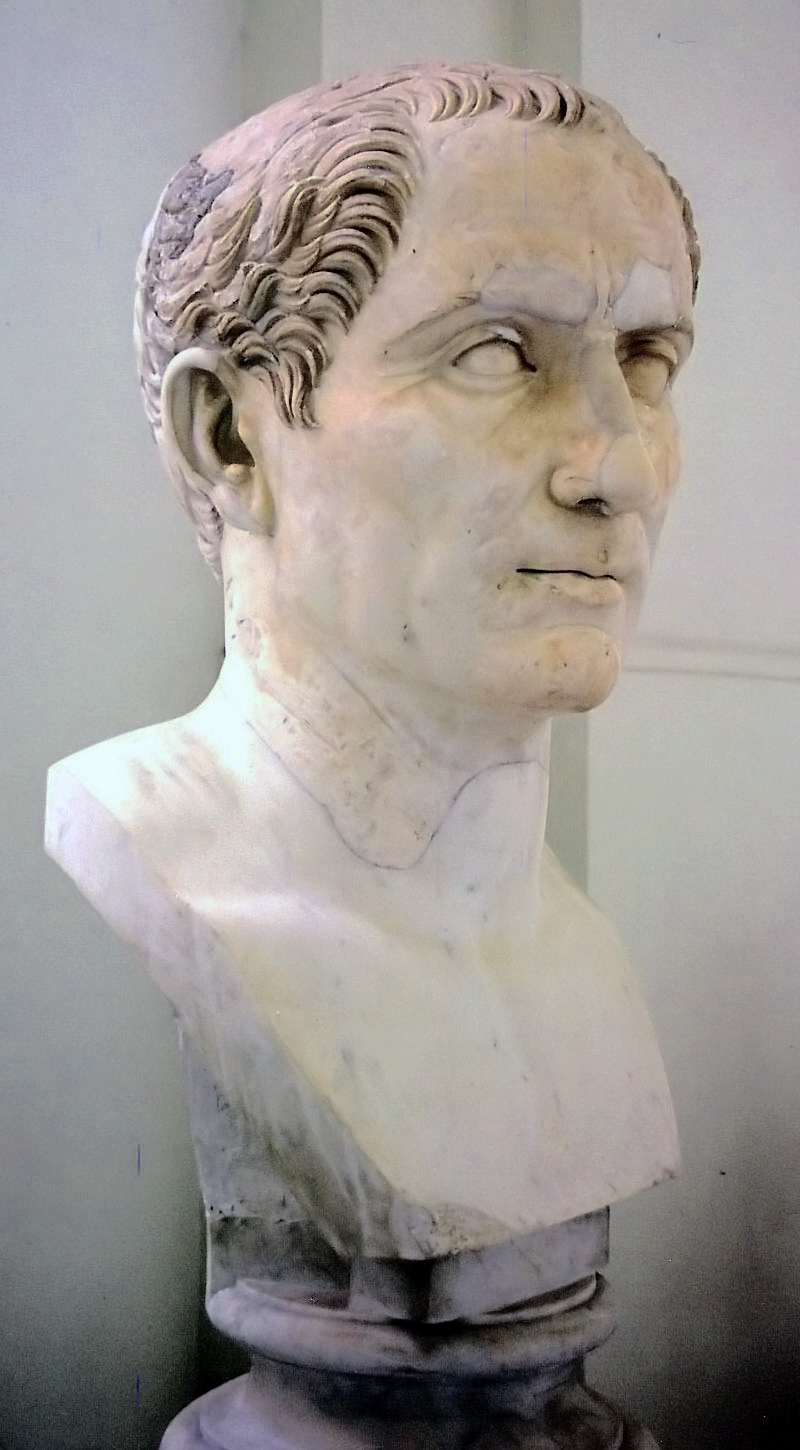
Júlio César introduziu o calendário juliano.

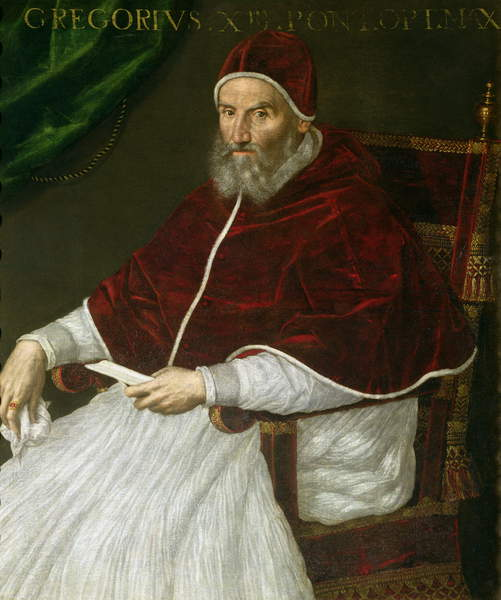
Gregório XIII reformou o calendário vigente.

A "Data Juliana" é diferente do "Calendário Juliano". O Calendário Juliano foi introduzido por Júlio César em 45 a.C., mas esse calendário para cada 128 anos atrasava-se um dia, tanto que Dante Alighieri em seus poemas Divina Comédia já reclamava sobre os segundos de arco defasados diariamente, e em um seu poema dá a entender que se, caso a igreja não tomasse providências, janeiro inteiro se tornaria inverno. O calendário Juliano continuou em uso corrente até 1582, quando alguns países começaram a mudar para o Calendário Gregoriano. No Calendário Juliano, o ano tropical é aproximado como 365+1/4 dias = 365,25 dias. Isto ocasiona um erro de aproximadamente um dia a cada 128 anos. Do nascimento de Cristo até os dias de Dante já havia um desfasamento de dez dias, ou seja, o inverno chegava dez dias mais cedo do que no tempo de Cristo.
O erro acumulado fez o Papa Gregório XIII reformar o calendário de acordo com as instruções do Concílio de Trento. No Calendário Gregoriano o ano tropical é aproximado como 365 + 97 / 400 dias = 365,2425 dias. Portanto, leva aproximadamente 3 300 anos para o ano tropical se deslocar um dia em relação ao Calendário Gregoriano.
A aproximação 365+97/400 é obtida colocando 97 anos bissextos a cada quatrocentos anos, utilizando as seguintes regras:
- Todo ano divisível por 4 é um ano bissexto.
- Entretanto, todo ano divisível por 100 não é um ano bissexto.
- Entretanto, todo ano divisível por 400 é um ano bissexto sempre.
- Portanto, 1700, 1800, 1900, 2100 e 2200 não são anos bissextos. Porém, 1600, 2000 e 2400 são anos bissextos. Contrapondo, no antigo Calendário Juliano todos os anos divisíveis por 4 são bissextos.
- Portanto, nenhum ano ímpar é bissexto.
- A Bula Papal de fevereiro de 1582 decretou que deveriam ser retirados 10 dias de outubro de 1582, fazendo com que 15 de outubro viesse imediatamente após 4 de outubro, conforme demonstrado:

| Dom | Seg | Ter | Qua | Qui | Sex | Sáb |
| --- | --- | --- | --- | --- | --- | --- |
|     | 1   | 2   | 3   | 4   | 15  | 16  |
| 17  | 18  | 19  | 20  | 21  | 22  | 23  |
| 24  | 25  | 26  | 27  | 28  | 29  | 30  |
| 31  |     |     |     |     |     |     |

A bula papal foi respeitada na Itália, Polônia, Portugal e Espanha. Outros países católicos seguiram logo após, mas os países protestantes relutaram em mudar. Os países ortodoxos gregos não mudaram até o início do século XX. A reforma foi seguida pela Inglaterra e seus domínios (incluindo o que agora são os EUA) em 1752. Assim, 2 de setembro de 1752 foi seguido por 14 de setembro de 1752.
Foram elaborados calendários diferentes em várias partes do mundo. Muitos eram anteriores aos sistema Gregoriano, mas a importância desse calendário católico reside no fato de incluírem um referencial, que é a data de nascimento de Jesus Cristo. Diferentemente, o Calendário Chinês, que remontaria ao século XIV a.C., só atendia o tempo de existência de cada imperador. Duravam da posse até a morte do imperador; após a morte paravam de contar e só reiniciavam a contagem após a posse do novo imperador. Nesse caso, os historiadores tiveram que somar os dias da semana até que conseguiram chegar ao Imperador Huangdi, que não inventou um calendário, mas com certeza tomou posse em 2637 a.C.. A República Popular da China utiliza o Calendário Gregoriano para as finalidades civis.

## Ano bissexto
Chama-se ano bissexto o ano ao qual é acrescentado um dia extra, ficando ele com 366 dias, um dia a mais do que os anos normais de 365 dias, ocorrendo a cada quatro anos. Isto é feito com o objetivo de manter o calendário anual ajustado com a translação da Terra e com os eventos sazonais relacionados às estações do ano.  O último ano bissexto foi 2024 e o próximo será 2028. 
A origem do nome bissexto advém da implantação do Calendário Juliano em 45 a.C., que se modificou, evoluindo para o Calendário Gregoriano que hoje é usado em muitos países a todos os quais ocorrem os anos bissextos.
Dentro de um contexto histórico, a inclusão deste dia extra, dito dia intercalar, ocorreu e é feita em calendários ditos solares em diferentes meses e posições. No Calendário Gregoriano é acrescentado ao final do mês de fevereiro, sendo seu 29º dia.

### Cálculo
1. De 4 em 4 anos é ano bissexto.
2. De 100 em 100 anos não é ano bissexto (somente por 100, não por 400).
3. De 400 em 400 anos é ano bissexto.
4. Prevalecem as últimas regras sobre as primeiras.[11]

## Ano secular
Dá-se o nome de ano secular ao último ano de cada século, tais como os anos 100, 200, 300, 400, 500, 600, 700, 800, 900, 1000, 1100, 1200, 1300, 1400, 1500, 1600, 1700, 1800, 1900, 2000, 2100, etc..
Apesar de serem divisíveis por 4, nem sempre eles são bissextos. Apenas os anos seculares divisíveis por 400 são bissextos (como foi o ano 2000).

## Ano zero
O ano zero não é usado no calendário gregoriano e nem no seu predecessor, o calendário juliano. A contagem dos anos assemelha-se à ordem dos números inteiros com a exceção de que não existiu um ano zero - motivo pelo que o ano 1 a.C. foi imediatamente sucedido pelo ano 1 d.C. ("d.C." de "depois de Cristo" - Anno Domini como é mais frequentemente referido em outras línguas, ou Era Comum).
Mesmo assim, o ano zero é usado na contagem astronômica do tempo (configurando - entre outros - um ano bissexto zero) e foi fixado na norma ISO 8601:2004 (versão anterior: ISO 8601:2000) que estabelece padrões para a representação da data e hora.
O ano zero existe ainda no calendário hindu e budista.

## Década/decênio
Uma década ou decênio corresponde à designação da unidades de tempo correspondentes a períodos de dez anos.